# تعلم الآلة الآلي
تعلم الآلة الآلي أو المُؤَتمت (اختصارًا AutoML) هي عملية أتمتةٍ لتطبيق تعلم الآلة على مشاكل العالم الحقيقي.